# Emmadorp
Emmadorp is een buurtschap in de Nederlandse provincie Zeeland, gelegen in de gemeente Hulst (voor 1970 Clinge) in Zeeuws-Vlaanderen. Het plaatsje ligt aan het Verdronken Land van Saeftinghe, dat het grootste brakwaterschor van Europa is. Dit gebied trekt vooral in de zomer veel bezoekers. Te Emmadorp bevindt zich het Bezoekerscentrum Saeftinghe, waar informatie over het natuurgebied wordt gegeven.
In Emmadorp zijn enkele voorzieningen, zoals een café en een zaaltje voor vergaderingen. Er is ook een bezoekerscentrum van Het Zeeuwse Landschap gevestigd. De dichtstbijzijnde andere kernen zijn Paal in het noorden en Graauw in het westen. De postcode van Emmadorp is 4568, dezelfde postcode als die van Nieuw-Namen.

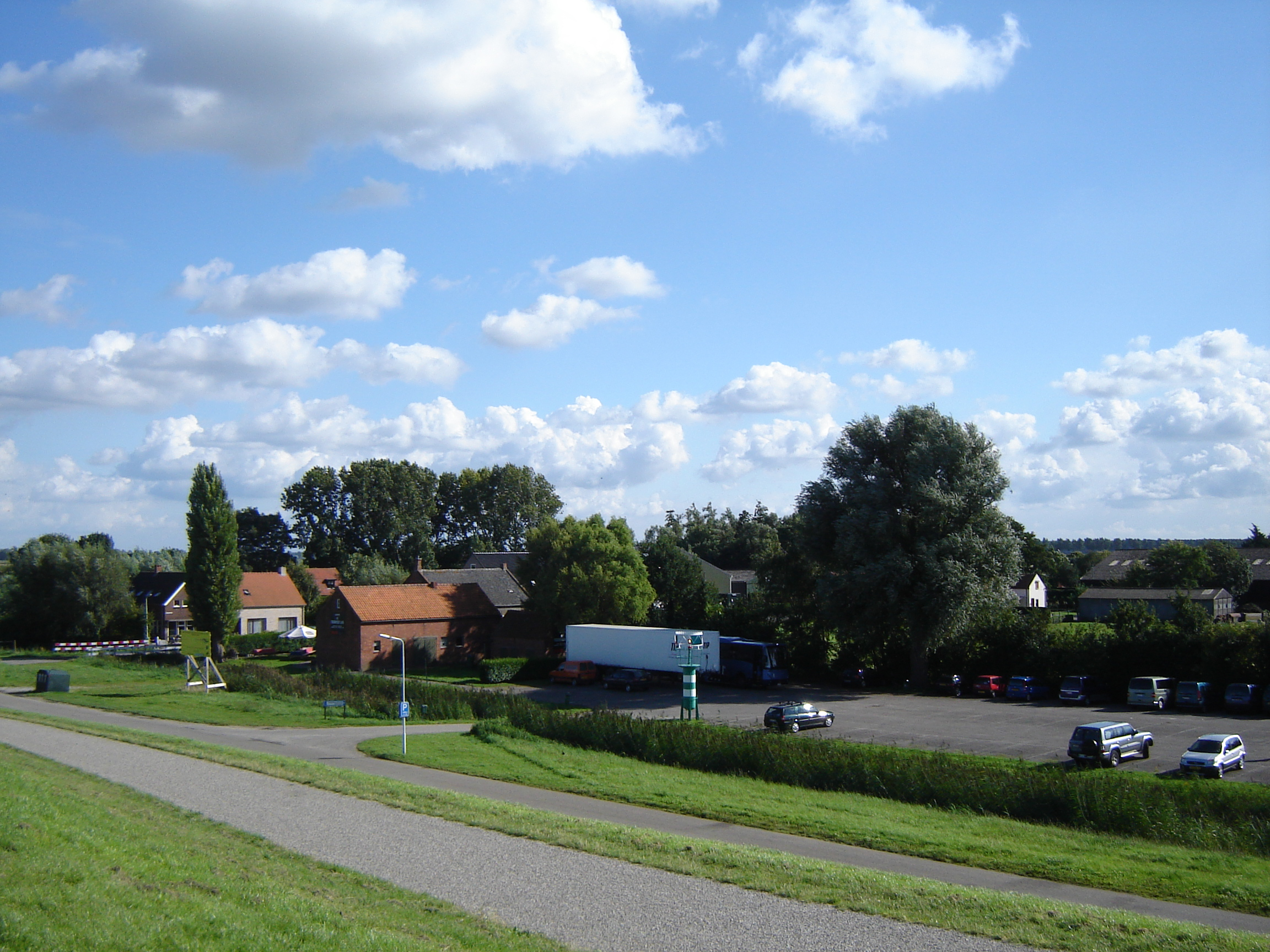
Zicht op Emmadorp

## Nabijgelegen kernen
Nieuw-Namen, Paal, Prosperpolder
Stad: Hulst

Dorpen: Clinge · Graauw · Heikant · Hengstdijk · Kapellebrug · Kloosterzande · Kuitaart · Lamswaarde · Nieuw-Namen · Ossenisse · Sint Jansteen · Terhole · Vogelwaarde · Walsoorden

Buurtschappen: Absdale · Baalhoek · Boschkapelle · Catalijnenweg · Delft · Drie Hoefijzers · Duivenhoek · De Eek · Emmadorp · Fluitershoek · Groenendijk · Halfeind · Hoefkesdijk · Hoek en Bosch · 't Hoekje · 't Jagertje · Kalverdijk · Kampen · Kamperhoek · Keizerrijk · De Knapaf/Droogedijk · Knuitershoek · Koelewei · Koningsdijk · De Kraai · Krabbenhoek · Kreverhille · Kruisdorp · Kruispolderhaven · Kruisweg · Het Lammetje · Luntershoek · Margret · Margretschedijk · Molenhoek · Molenhoek · Muggenhoek (deels) · Noordstraat · Het Oliekot · Oostdijk · Ossenhoek · Oude Kaai · Oudemolen · Oude Stoof · Paal · Patrijzendijk · Patrijzenhoek · Pauluspolder · Perkpolder · Prosperdorp · De Rape · Roskam · Roverberg · Ruischendegat · Rustwat · Saswijk · Schapershoek · Scheldevaartshoek · Schuddebeurs · Sluis/Drie Gezusters · Statenboom · Stoppeldijk (Rapenburg) · Stoppeldijkveer (deels) · Strooienstad · Tasdijk · Tivoli · Tragel · Verkorting · Vijfhoek · Vogelfort · Walenhoek · Zandberg · Zeedorp · Zeegat

Historische plaatsen: Boerenmagazijn · Eekenissepolder · Klein Kuitaart · Vitshoek

Zeeland: Steden en dorpen in Zeeland      Nederland: Provincies · Gemeenten